# Kronika Jána z Turca

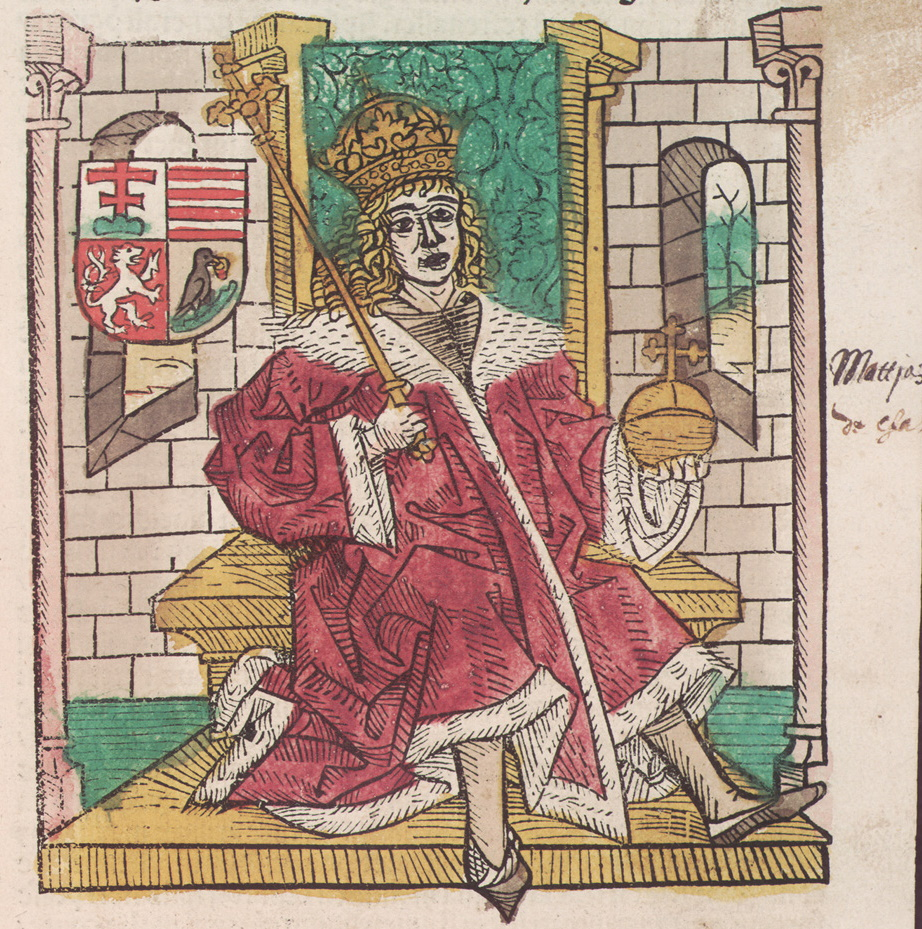
Matyáš Korvín na obrázku kroniky.

Kronika Jána z Turca nebo Uherská kronika Jána z Turca nebo Kronika Uhrů (latinsky Chronica Hungarorum, česky Kronika Jana z Turce) je kronika, která vyšla poprvé 20. března 1488 v Brně, a jejímž autorem byl první známý laický spisovatel v Uhersku, Ján z Turca.
V roce 1488 vyšla v Brně (březen) a Augsburgu (červen), v následujících desetiletích ve Frankfurtu nad Mohanem, Vídni, Trnavě a Budapešti. Jednu z verzí vlastní Matice slovenská.

## Struktura kroniky
První část napsal úpravou básní benátského básníka Lorenza de Monaco. Popisuje vládu Karla II. Malého v Uhersku. Napsal ji z popudu svého nadřízeného Štěpána z Haserhagu, generálního notáře královského dvora, a možná i Tomáše Drágiho, zemského soudce. Fyzicky je tato část připojena za částí c. druhé části.
Druhou část napsal v roce 1486. Popisuje činy uherských králů do dob vlády Ludvíka Velikého. Tato část se skládá ze tří oddílů:
1. Tzv. hunská kronika založená na starších uherských kronikách (Obrázkové kronice, Budínské kronika) a na zachovaných rukopisech; Ján se zde snažil opravit chyby původních autorů.
2. Výklad dějin Uherska od roku 895 ("zaujetí vlasti") až do vlády Karla Roberta (1307–1342).
3. Část o vládě Ludvíka Velikého (1342–1382); tato část vznikla úplným převzetím Kroniky magistra Jana (Ján ze Šarišských Sokolovců).

Třetí část o událostech od smrti Karla II. Malého (1386) do dobytí Vídně a Vídeňského Nového Města Matyášem Korvínem v srpnu 1487 se považuje za Janovu vlastní tvorbu. Napsal ji na začátku roku 1487. Je inspirována historicko-geografickým lexikonem Cosmographia od Eneáše Silvia Piccolomiho, jakož i zachovalými diplomatickými dokumenty a listy. Údaje z Cosmographie vybíral velmi jednostranně a povrchně,

## Charakteristika díla
Ján z Turca, jak vyplývá z jeho vlastních slov v úvodu díla, neměl v úmyslu být historiografem. A kronika opravdu obsahuje mnoho chyb, vynechání důležitých událostí, příliš se opírá o ústní tradici, lidové písně a anekdoty, a vzpomíná příliš mnoho "zázračných" událostí a zázraků. Osud a štěstěna hrají významnou roli v popisovaném dějinném procesu. Autor je také přesvědčen o blízkém vztahu mezi lidským štěstím, historickými událostmi a pohybem nebeských těles. Značnou pozornost věnuje i zobrazení pocitů historických postav. Mnoho vysvětlení hledal v morálním imperativu. Má také jasnou tendenci idealizovat Attilu a Matyáše Korvína a snižovat význam královen na uherském trůnu.